# Gemeinde Nazarje
Nazarje (deutsch: Altenburg) ist eine Gemeinde im Oberen Savinja-Tal in der Region Spodnja Štajerska in Slowenien.
Die aus 15 Ortschaften bestehende Gesamtgemeinde ist bekannt für die vielen Höhlen auf ihrem Gemeindegebiet. Verwaltungssitz ist die Ortschaft Nazarje.
Die erste Erwähnung hatte die Burg Vrbovec, als Altenburg, die auch im Wappen zu sehen ist. Um 1480 erreichte sie die heutige Form. Sie wurde zwar 1944 von Partisanen teilweise zerstört, aber wieder instand gesetzt. Heute ist dort unter anderem das Forst- und Holzwirtschaftsmuseum untergebracht.

## Ortsteile
- Brdo (dt.: Werde)
- Dobletina (dt.: Doblatin)
- Čreta pri Kokarjah (dt.:  Tschriett)
- Kokarje (dt.: Altenburg)
- Lačja vas (dt.: Latschendorf)
- Nazarje (dt.: Nazaret)
- Potok (dt.: Pottock)
- Prihova (dt.: Preichau)
- Pusto Polje (dt.: Kreuzberg)
- Rovt pod Menino (dt.: Gereuth)
- Spodnje Kraše (dt.: Unterkrasche)
- Šmartno ob Dreti (dt.: Sankt Martin an der Driethbach)
- Volog (dt.: Sankt Jodok im Wollog)
- Zavodice (dt.: Sawoditz)
- Žlabor (dt.: Schlabor)

## Nachbargemeinden
| Rečica ob Savinji | Rečica ob Savinji, Mozirje                  | Mozirje   |
| Gornji Grad       | Kompassrose, die auf Nachbargemeinden zeigt | Braslovče |
| Kamnik            | Vransko                                     | Vransko   |